# Стефані Елкінс
Стефані Елкінс (англ. Stephanie Elkins, 1 січня 1963) — американська плавчиня.
Чемпіонка світу з водних видів спорту 1978 року.
Переможниця Панамериканських ігор 1979 року.